# Pirogovi park
Pirogovi park är en park i Tartu i sydöstra Estland.
I Parken finns ett minnesmärke över Nikolaj Pirogov.